# Вацьмерек
Вацьмерек (пол. Waćmierek, нім. Klein Watzmirs, 1942–45 Kleinwatzdorf) — село в Польщі, у гміні Тчев Тчевського повіту Поморського воєводства.
У 1975-1998 роках село належало до Гданського воєводства.